# Explosiones de dispositivos electrónicos en Líbano y Siria
Las explosiones de dispositivos electrónicos en Líbano y Siria fueron una serie de explosiones que tuvieron lugar el 17 y el 18 de septiembre de 2024, cuando miles de buscapersonas portátiles y cientos de walkie-talkies destinados a ser utilizados por Hezbolá explotaron simultáneamente en Líbano y Siria, en un ataque israelí apodado Operación Grim Beeper. El ataque mató al menos a 42 personas, incluidos al menos doce civiles, e hirió a más de 3000. Si bien Israel llevaba varios meses realizando operaciones cibernéticas contra Hezbolá, este ataque fue el de mayor envergadura desde el inicio de la guerra libanesa-israelí en octubre de 2023.
La primera ola de explosiones tuvo como objetivo los buscapersonas, y ocurrió el 17 de septiembre, alrededor de las 15:30 EEST, matando al menos a doce personas, incluidos dos miembros de Hezbolá y dos niños, e hirió a más de 2750 personas, incluido el embajador de Irán en el Líbano. La segunda ola tuvo como objetivo los walkie-talkies y se produjo el 18 de septiembre, matando al menos a treinta personas e hiriendo a más de 750.  Las explosiones ocurrieron principalmente en el Líbano, así como en varios lugares de Siria. Se produjeron escenas caóticas en los 150 hospitales de todo el Líbano que recibieron a las víctimas de las explosiones.
En febrero de 2024, el secretario general de Hezbolá, Hasán Nasralá, ordenó a los miembros del grupo que utilizaran buscapersonas en lugar de teléfonos móviles, alegando que Israel se había infiltrado en su red de telefonía móvil. Luego Hezbolá compró los buscapersonas Gold Apollo AR-924 unos cinco meses antes de las explosiones. La agencia de inteligencia israelí (Mosad) había fabricado en secreto los dispositivos, había integrado el explosivo PETN en ellos y los había vendido a Hezbolá a través de una empresa fantasma. Distintas organizaciones y expertos, entre ellos Amnistía Internacional, creen que dicho ataques podrían constituir crímenes de guerra o actos de terrorismo, debido al carácter indiscriminado de los ataques.
En respuesta a los ataques, Nasralá describió las explosiones como un «golpe importante» Y los etiquetó como un acto de guerra, Posiblemente una declaración de guerra por parte de Israel. El 22 de septiembre de 2024, el presidente israelí Isaac Herzog negó cualquier implicación de Israel en las explosiones, aunque el primer ministro israelí, Benjamín Netanyahu, dijo el mismo día: «Si Hezbolá no ha entendido el mensaje, les prometo que lo entenderá». El 10 de noviembre, Netanyahu, reconoció la autoría de Israel en las explosiones, durante un comentario concebido como una crítica velada al cesado ministro de Defensa israelí, Yoav Gallant.
Tras las explosiones, el entonces ministro de Defensa israelí, Yoav Galant, anunció que había comenzado una «nueva fase» de la guerra en el norte de Israel y el Líbano. Hezbolá prometió represalias y unos días después, lanzaron un ataque con cohetes contra el norte de Israel que alcanzó ciudades como Nazaret y Kiryat Bialik, hiriendo a varios civiles. Diez días después, Israel asesinó al líder de Hezbolá, Hasán Nasralá, en un ataque aéreo en Beirut.

## Antecedentes
Un día después de que Hamás lanzara sus ataques del 7 de octubre de 2023 contra Israel, la organización militante respaldada por Irán, Hezbolá, se unió al conflicto en apoyo de Hamás disparando contra posiciones israelíes. Desde entonces, Hezbolá e Israel han estado involucrados en intercambios militares transfronterizos que han desplazado a comunidades enteras en Israel y Líbano, con daños significativos a edificios y tierras a lo largo de la frontera. Hasta el 5 de julio de 2024, Israel informa haber matado a aproximadamente 366 operativos de Hezbolá. Según las Naciones Unidas, más de 90 000 personas en Líbano se han visto obligadas a huir de sus hogares, mientras que en Israel, 60 000 civiles han sido evacuados. Israel y Hezbolá han mantenido sus ataques a un nivel que causa daños significativos sin escalar a una guerra a gran escala. Del 7 de octubre de 2023 al 21 de junio de 2024, Israel atacó el Líbano 6124 veces. Hezbolá y otras fuerzas libanesas atacaron a Israel 1.258 veces.
Tras el ataque a gran escala de Hamás contra Israel el 7 de octubre de 2023, Hezbolá entró en el conflicto lanzando ataques contra objetivos israelíes. Esto llevó a una serie de intercambios militares transfronterizos entre Hezbolá e Israel. Durante todo 2024 Hezbolá había estado atacando Israel  disparando drones, cohetes, proyectiles y aviones teledirigidos hacia las poblaciones del norte de Israel, por los que 60 000 ciudadanos isarelíes habían tenido que irse de sus hogares y están evacuados.
El 27 de julio de 2024, tuvo lugar el ataque de Majdal Shams cuando un cohete impactó en un campo de fútbol en la ciudad drusa de Majdal Shams en los Altos del Golán, matando a 12 niños y adolescentes. En respuesta, el 30 de julio de 2024, Israel llevó a cabo un ataque aéreo contra un edificio de apartamentos en Beirut, matando al comandante de Hezbolá: Fuad Shukr.
Ese mismo día, el Gabinete de Seguridad de Israel estableció un nuevo objetivo de guerra: el regreso seguro de los residentes desplazados al norte. Este objetivo se sumó a los dos existentes: desmantelar Hamás y asegurar la liberación de los rehenes tomados durante los ataques del 7 de octubre. La agencia de seguridad interna de Israel, el Shin Bet, anunció que había frustrado un complot de Hezbolá para asesinar a un ex alto funcionario de defensa utilizando un dispositivo explosivo.
Antes de las explosiones, el secretario general de Hezbolá, Hasán Nasralá, había pedido a los miembros que dejaran de usar teléfonos inteligentes, citando la capacidad de Israel para infiltrarse en los dispositivos.
Más temprano el día de la explosión, la agencia de seguridad interna de Israel, el Shin Bet, anunció que había frustrado un complot de Hezbolá para asesinar a un ex alto funcionario de defensa utilizando un dispositivo explosivo.
Se reveló que la Universidad Americana de Beirut había renovado sus buscapersonas el 29 de agosto de 2024, lo que desató una controversia afirmando que los responsables habrían sido notificados.

## Hechos

### 17 de septiembre
El 17 de septiembre de 2024, cientos de miembros de Hezbolá resultaron gravemente heridos en múltiples ubicaciones a lo largo del Líbano cuando sus buscapersonas de comunicación explotaron inesperadamente. Los informes indican que los dispositivos estaban alimentados por baterías de litio, que aparentemente explotaron. Las baterías de litio, encontradas en varios dispositivos electrónicos de consumo y vehículos eléctricos, pueden sobrecalentarse, emitir humo, derretirse o incendiarse, con temperaturas que alcanzan hasta 1100 °F (590 °C). También se ha informado que los buscapersonas sonaron durante varios segundos antes de la explosión para aumentar la probabilidad de que el receptor respondiera, maximizando así la posibilidad de lesiones.
Las explosiones ocurrieron en varias áreas donde Hezbolá tiene una fuerte presencia, incluyendo su bastión de Dahieh en Beirut; el sur del Líbano; y el valle de la Bekaa, donde se reportaron explosiones en las ciudades de Aali en Nahri y Riyaq. Se informó que las explosiones persistieron durante hasta 30 minutos después de las detonaciones iniciales, intensificando el caos resultante. También se reportaron explosiones en el Túnel Al-Mouwasa en Damasco.
Los testigos informaron haber visto a múltiples individuos sangrando por sus heridas en las secuelas de las explosiones. Fotografías y videos que circulan en las redes sociales y los medios locales de los suburbios del sur de Beirut mostraban a individuos tendidos en el suelo con heridas en sus manos o cerca de sus bolsillos. La agencia de noticias Fars de Irán informó que Mojtaba Amani, el embajador iraní en el Líbano, sufrió una herida menor por la explosión de un buscapersonas y estaba siendo monitoreado en un hospital. La agencia de noticias Mehr también confirmó que Amani resultó herido por la explosión, junto con dos miembros del personal de la embajada.
Alrededor de 150 hospitales en todo el Líbano recibieron a las víctimas del ataque, en el que se produjeron escenas caóticas. Los hospitales del sur del Líbano, el valle de la Becá y los suburbios del sur de Beirut estaban desbordados de pacientes, muchos de ellos con heridas en la cara, las manos y el estómago. En respuesta, el Ministerio de Salud del Líbano aconsejó a las personas con buscapersonas que se deshicieran de ellos y ordenó a los hospitales permanecer en «alerta máxima». Pidió a los trabajadores sanitarios presentarse a trabajar y no utilizar dispositivos inalámbricos. La Agencia Nacional de Noticias del Líbano hizo un llamamiento a la donación de sangre. Se enviaron equipos de ambulancias desde las ciudades de Trípoli y Al-Qalamoun, en el norte del Líbano, para ayudar en Beirut.

### 18 de septiembre
Unas 24 horas después de las explosiones iniciales, se produjo una segunda oleada de artefactos explosivos en el Líbano. Se informó de explosiones en Beirut, el valle de Bekaa y el sur del Líbano. Hezbolá afirmó que se trataba de radios portátiles. Los dispositivos afectados son walkie-talkies ICOM-IC-V82, que se sabe que utilizan los militantes de Hezbolá. Las explosiones también provocaron incendios en viviendas.

## Causas
Los combatientes de Hezbolá han estado utilizando buscapersonas como medio de comunicación de baja tecnología en un intento de evadir el rastreo de ubicación israelí. En febrero de 2024, el secretario general de Hezbolá, Hasán Nasralá, dijo a los miembros del grupo que usaran buscapersonas en lugar de teléfonos celulares, alegando que Israel se había infiltrado en su red de telefonía celular. Hezbolá adquirió entonces una nueva marca de buscapersonas, el modelo Gold Apollo AR-924, que fueron importados recientemente al Líbano.
Un informe de Associated Press indicó que los dispositivos funcionaban con baterías de litio, que supuestamente explotaron, y continuó señalando que las baterías de litio recargables, que se encuentran en varios artículos electrónicos de consumo y vehículos eléctricos, «cuando se sobrecalientan, pueden humear, derretirse e incendiarse», y en este último caso, alcanzar temperaturas de «hasta 590 °C (1.100°F)». También se ha informado de que los buscapersonas portátiles sonaron durante varios segundos antes de la explosión para aumentar la probabilidad de que el destinatario respondiera, maximizando así las posibilidades de sufrir lesiones.
Sin embargo, todavía se especula sobre qué podría haber causado la explosión de los buscapersonas. Una conjetura es que los perpetradores podrían haber utilizado descargas eléctricas para provocar la explosión de las baterías de litio de los dispositivos. Se ignora, sin embargo, cómo podría haberse realizado tal acción casi simultáneamente en todo el Líbano. Además, incluso si se encendieran directamente, las baterías de litio probablemente se quemarían en lugar de explotar con gran fuerza. Sin embargo, en las imágenes del hospital del Sahel no se ven rastros de quemaduras, sino heridas devastadoras y profundas. El ciberexperto Lukas Olejnik, actualmente científico visitante en el King's College de Londres, cree que una reacción química en las baterías es absurda: «No explotarían, sólo se puede explicar el efecto devastador diciendo que los buscapersonas estaban preparados» con una sustancia altamente explosiva.
Una alta fuente de seguridad libanesa le comunicó a la agencia de noticias Reuters que la agencia de espionaje israelí Mosad habría colocado una pequeña cantidad de explosivos dentro de 5.000 buscapersonas fabricados en Taiwán. Los buscapersonas habrían sido manipulados antes de llegar al Líbano, según algunos de los funcionarios. La mayoría eran del modelo AR924, aunque también se incluyeron en el envío otros tres modelos de Gold Apollo. Un mensaje codificado habría activado simultáneamente los explosivos. El analista político y militar con sede en Bruselas, Elijah Magnier, dijo a Al Jazeera que fuentes en el Líbano habían compartido detalles de las investigaciones iniciales llevadas a cabo por Hezbolá sobre buscapersonas que no explotaron. Esas investigaciones sugieren que Israel colocó de 1 a 3 gramos de tetranitrato de pentaeritritol (pent), un potente explosivo, en cada dispositivo.
Golden Apollo emitió el 18 de septiembre un comunicado negando haber fabricado los buscapersonas y diciendo que sólo su logotipo estaba en los dispositivos. En cambio, los buscapersonas habían sido construidos por una empresa húngara llamada BAC mediante un acuerdo de licencia, dijo la empresa taiwanesa."El diseño y la fabricación de los productos están a cargo íntegramente de BAC", dijo Gold Apollo,  "solo brindamos autorización de marca registrada y no participamos en la fabricación del diseño de este producto".El propietario de Gold Apollo, Hsu Ching-Kuang informó que hace tres años, una empresaria se había puesto en contacto con él para iniciar el acuerdo comercial. Las transferencias financieras de sus socios le habían parecido «extrañas», en parte porque se habían tramitado a través de un banco de Oriente Próximo, dijo Hsu. BAC Consulting KFT colaboró con Gold Apollo y representó muchos de sus productos. Sin embargo, Gold Apollo no proporcionó ninguna prueba del contrato. El primer ministro húngaro, Viktor Orbán, negó inmediatamente que los dispositivos se hubieran fabricado en su país. Deutsche Welle, que investigó la dirección oficial de BAC en Budapest, no pudo encontrar ningún empleado, por lo que se especuló que se trataba de una empresa fantasma. Cristiana Bársony-Arcidiacono, CEO de BAC Consultancy, negó que ellos fabricaran los dispositivos y afirmó que eran intermediarios. Según un informe del New York Times, BAC es una empresa fantasma del servicio secreto israelí.

## Reacciones
- El ministro libanés de Asuntos Exteriores, Abdallah Bou Habib, calificó este viernes de "atentado terrorista" la explosión de dispositivos portátiles de comunicación registrada esta semana en su país, de la que culpó a Israel.[82]

- Hezbolá culpó a Israel por las explosiones, que calificó de «agresión criminal» y prometió una «justa retribución».[83] Un funcionario de Hezbolá dijo a la Agencia Nacional de Noticias que el incidente fue «la mayor violación de seguridad de la organización hasta el momento».[84]

- Una fuente de seguridad libanesa de alto rango dijo a Al-Hadath que Israel se había infiltrado en los sistemas de comunicación de dispositivos individuales, lo que llevó a su detonación.[85] La oficina del Primer Ministro Mikati dijo que el incidente fue una "violación criminal de la soberanía libanesa" por parte de Israel.[86] El gobierno libanés se puso en contacto con las Naciones Unidas y con algunos países para pedirles que responsabilizaran a Israel del ataque.[87] Las escuelas cerrarán en el Líbano el 18 de septiembre.[87]

- Las Fuerzas de Defensa de Israel se negaron a hacer comentarios cuando Associated Press se puso en contacto con ellas.[88] El jefe del Estado Mayor israelí, Herzi Halevi, se reunió con generales israelíes para discutir «la preparación para operaciones defensivas y ofensivas en todos los frentes».[86] El líder de la oposición israelí, Yair Lapid, finalizó su viaje a Estados Unidos antes de lo previsto y planea regresar a Israel.[87]

- Jeanine Hennis-Plasschaert, coordinadora especial de la ONU para el Líbano, condenó el ataque y afirmó que «los civiles no son un objetivo y deben ser protegidos en todo momento».[89]

- Hamás culpó a Israel por las explosiones de los buscapersonas, que calificó de «crimen que desafía todas las leyes». En una declaración, Hamás elogió los «esfuerzos y sacrificios» de Hezbolá y dijo que «este acto terrorista es parte de la agresión más amplia del enemigo sionista en la región».[90]

- Irán calificó los ataques de «terrorismo israelí» y se comprometió a proporcionar asistencia médica a los afectados.[87] Jordania también ofreció asistencia médica.[87]

- Estados Unidos negó su implicación en las explosiones masivas y afirmó que no tenía conocimiento previo de los ataques. Estados Unidos también instó a Irán a abstenerse de tomar represalias por las explosiones masivas.[91] La portavoz de la Casa Blanca Karine Jean-Pierre subrayó la necesidad de una solución diplomática entre Israel y Hezbolá.

- Air France y Lufthansa suspendieron los vuelos a Tel Aviv, alegando la situación de inseguridad provocada por los ataques.[87][90]

- Volker Türk, Alto Comisionado de las Naciones Unidas para los Derechos Humanos criticó las detonaciones de buscapersonas y walkie-talkie en el Líbano con vistas al derecho internacional. En su declaración, describió el ataque, del que Israel sería responsable, como algo cercano a un posible crimen de guerra. "Si el atacante no puede evaluar la compatibilidad del ataque con las normas vinculantes del derecho internacional, en particular el probable impacto sobre la población civil, el ataque no debería llevarse a cabo", dijo Türk el 20 de septiembre de 2024 ante el Consejo de Seguridad de la ONU. "El derecho internacional humanitario prohíbe el uso de trampas explosivas en forma de objetos portátiles aparentemente inofensivos que están específicamente diseñados y construidos para contener material explosivo", explicó Türk. "La violencia con la intención de sembrar el terror entre la población civil es un crimen de guerra."[92]
- Human Rights Watch también calificó de ilegal el uso de bombas trampa que pueden dañar de forma indiscriminada a los civiles. En palabras de la directora para Oriente Medio y Norte de África de la organización, «el derecho internacional humanitario prohíbe el uso de bombas trampa —objetos por los que es probable que la población civil se sienta atraída o que estén asociados con el uso diario normal de la población civil— precisamente para evitar poner a la población civil en grave peligro y producir las escenas devastadoras que siguen desarrollándose en todo el Líbano hoy en día».[93]
- Noruega emitió una orden de busca y captura internacional contra Rinson Jose, un hombre de nacionalidad noruego-india que fundó la compañía búlgara que intermedió en la venta de los buscas a Hezbolá. Jose desapareció durante un viaje de negocios a Estados Unidos poco después de que estallaran los buscas en el Líbano y Siria.[94]